# Jean-Baptiste Lecat de Bazancourt
Pour les articles homonymes, voir Lecat et Bazancourt.
Jean-Baptiste Maximilien Joseph Antoine, baron Lecat de Bazancourt, né à La Neuville-d'Aumont, le 19 mars 1767, mort à Paris le 17 janvier 1830, est un général français de l’Empire.

## Biographie
Issu d'une famille noble de Picardie, fils de Joseph-François Le Cat, seigneur de Molagny et de Bazancourt, et d'Angélique Félicité de Rémy, Lecat de Bazancourt entre comme élève à l'école militaire en 1775. Il en sort, en novembre 1784, avec le grade de sous-lieutenant au 42e régiment de ligne. Lieutenant le 15 septembre 1791, et capitaine l'année suivante, il fait en cette qualité la campagne d'Italie sous le général Bonaparte, et est fait chef de bataillon au commencement de l'an VIII, il est alors en Égypte. Il se distingue principalement au siège de Saint-Jean d'Acre, où il reçoit à la tête une blessure grave.
En l'an X, il est colonel du 4e régiment d'infanterie légère, grade qu'il occupe encore le 19 frimaire an XII, époque à laquelle il est décoré de l'ordre de la Légion d'honneur. Bazancourt, qui se fait remarquer à la bataille d'Austerlitz, en est récompensé par la croix de commandant de la Légion d'honneur, que Napoléon lui décerne le 11 nivôse an XIV (25 décembre 1805).
Signataire du jugement rendu à l'unanimité, le 30 ventose an XII, par la commission militaire chargée de prononcer sur la culpabilité du duc d'Enghien, il n'a siégé dans ce procès qu'en remplacement du colonel Colbert qui, désigné par le ministre, n'a point été trouvé chez lui au moment où sa nomination lui a été portée.
En janvier 1808, il est nommé commandant de la place de Valladolid. Après la campagne de Prusse, il est promu le 6 mars 1808 général de brigade, et créé baron de l'Empire le 10 février 1809, il a le commandement de Hambourg avec mission spéciale de veiller à l'observation du blocus continental. En 1809, il lit la sentence condamnant à mort Armand de Chateaubriand, émissaire de l'agence royaliste. Son cousin, l'écrivain François-René de Chateaubriand, malgré ses interventions, ne peut éviter l'exécution le jour du Vendredi-Saint, le 31 mars dans la plaine de Grenelle. L'année suivante, il est désigné commandant en chef de la garde nationale de Paris. Affecté à Dantzig en 1812, il est nommé en 1813 commandant supérieur de la place, mais y est fait prisonnier de guerre l'année suivante.
Mis à la retraite lors de la première Restauration, il reçoit cependant, sous le nom de Lecat, la croix de chevalier de Saint-Louis. Mais ayant repris du service pendant les Cent-Jours, et commandé le département de la Manche puis celui d'Eure-et-Loir, il rentre définitivement dans sa position de retraite en août 1815 et cesse depuis d'être employé.
Il meurt à Paris le 17 janvier 1830.

### Famille
Il a épousé le 11 janvier 1810, Élisabeth Marie Henriette Constance d'Houdetot, fille de César Louis Marie François Ange d'Houdetot et petite fille de Sophie Lalive de Bellegarde. Sa sœur Césarine épouse Prosper de Barante.
Le couple a deux enfants : César l'historien et Sophie (une des deux muses de Sainte-Beuve) qui épouse le général François Aimé Frédéric Loyré d'Arbouville.

## Récapitulatifs

### Titres
- Baron Lecat de Bazancourt et de l'Empire, décret du 19 mars 1808, lettres patentes signées à Paris le 10 février 1809.

### Décorations
| Commandant de la Légion d'Honneur | Chevalier de Saint-Louis |

- Légion d'honneur[3] :
  - Légionnaire le 19 frimaire an XII (11 décembre 1803), puis,
  - Officier de la Légion d'honneur le 25 prairial an XII (14 juin 1804), puis,
  - Commandeur de la Légion d'honneur le 11 nivôse an XIV (25 décembre 1805).
- Chevalier de Saint-Louis le 20 août 1814.
- En 2023, il donne son nom à la promotion de Nacarats (Secondes) de la Maison d'Education de la Légion d'Honneur de Saint-Denis en 2023. La promotion BAZANCOURT.

### Armoiries
| Image | Armoiries |
| ----- | --- |
|       | Armes du baron Lecat de Bazancourt et de l'Empire Coupé : le premier parti d'azur à trois besants d'or deux et un et de gueules au signe des barons tirés de l'armée, le deuxième d'or au sphinx de sable soutenu de gueules, brochant sur un palmier de sinople, accosté à dextre et à sénestre d'un croissant de gueules surmonté d'une étoile de même. - Livrées : les couleurs de l'écu. Le verd en bordure seulement. |